# Pothyne griseomarmorata
Pothyne griseomarmorata är en skalbaggsart som beskrevs av Stefan von Breuning 1970. Pothyne griseomarmorata ingår i släktet Pothyne och familjen långhorningar. Inga underarter finns listade i Catalogue of Life.